# Pieter Bout

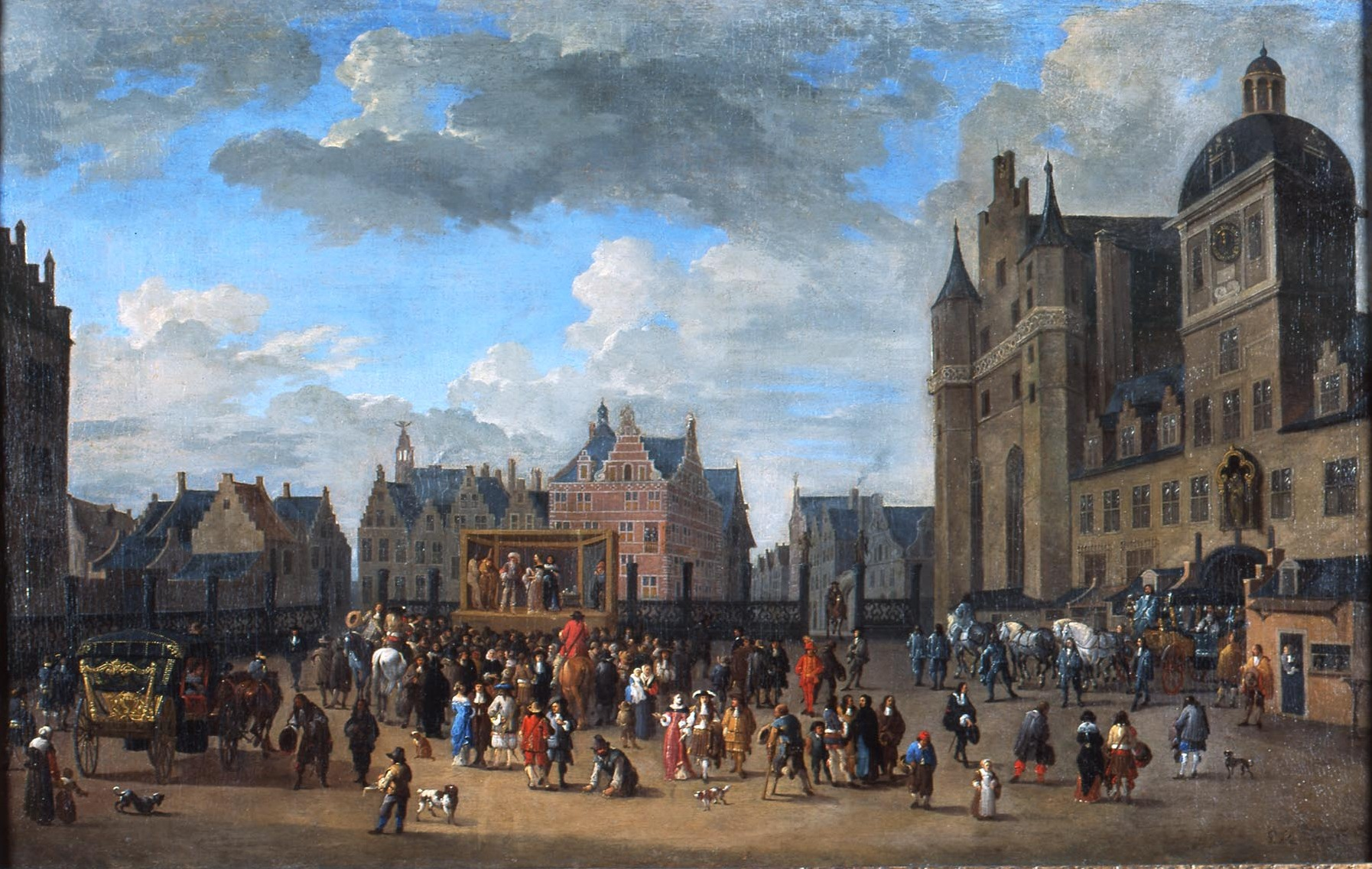
Theatervoorstelling op het Baliënplein (Broodhuis, Brussel)

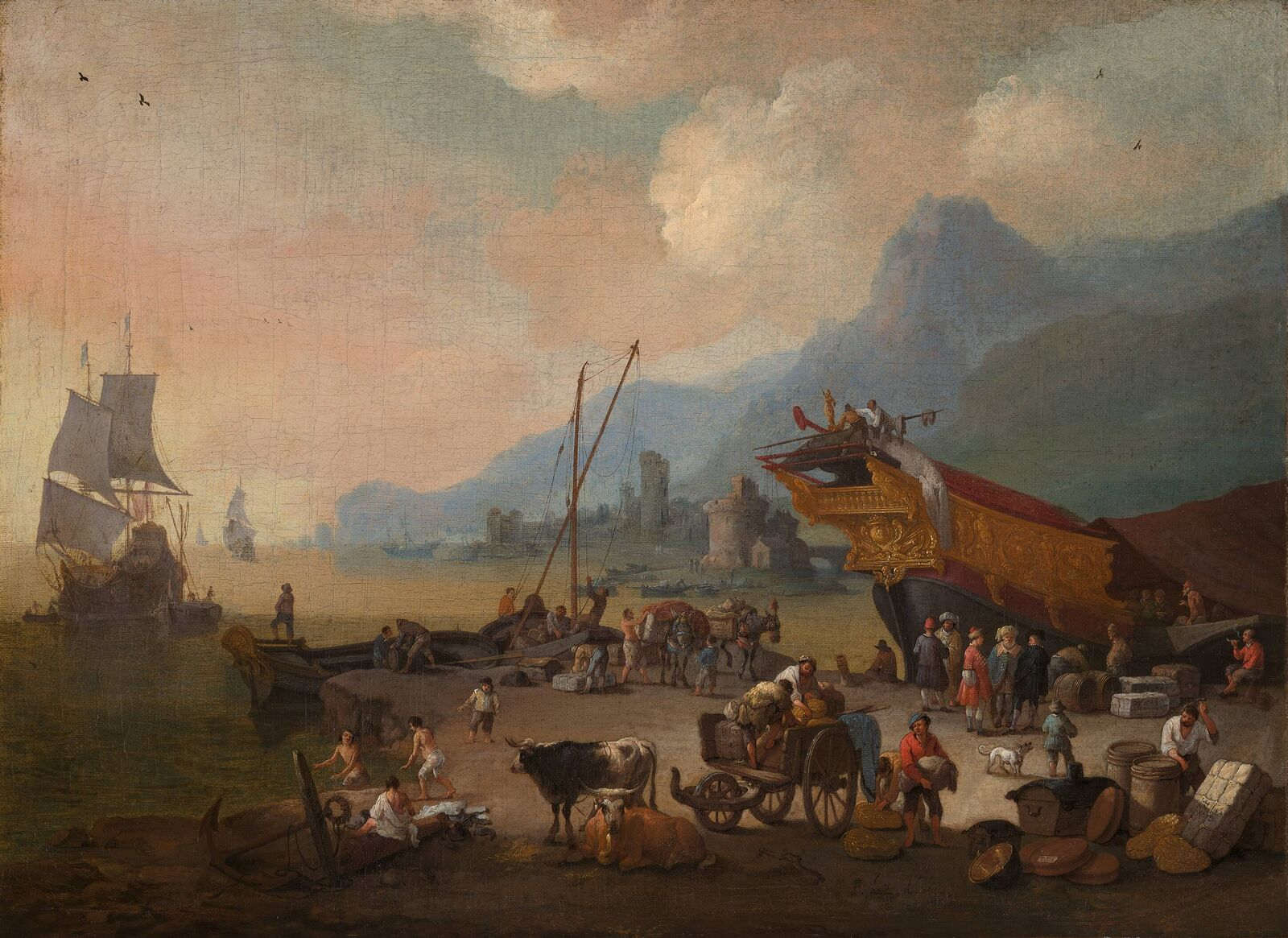
Italiaans havengezicht, 1669 (Museum Boijmans Van Beuningen, Rotterdam)

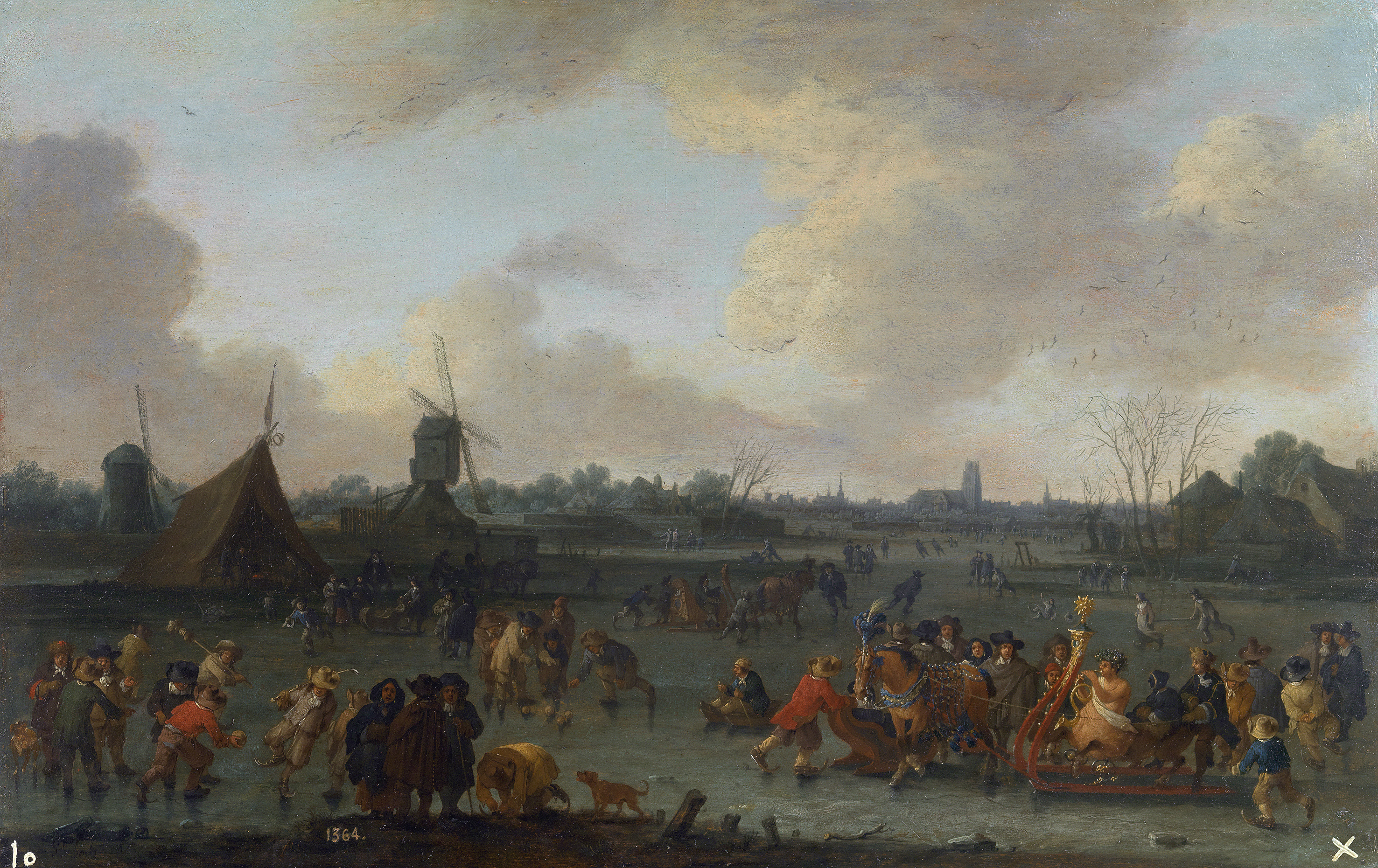
Carnaval op het ijs, 1678 (Prado, Madrid)

Pieter of Peeter Bout  (ca. 1640-1645 – juni 1689) was een Zuid-Nederlands schilder, tekenaar en etser. Hij maakte vooral landschappen en stadsgezichten.

## Leven
Hoewel Bout heeft samengewerkt met vooraanstaande kunstenaars en een omvangrijk oeuvre heeft vervaardigd, is zijn leven slecht gekend. Het vroegste werk dat van hem aanwijsbaar is, dateert uit 1664. Op 30 november 1667 trouwde hij in de Brusselse Sint-Goedelekerk met Joanna Garnevelt (1628-1713). Pas geruime tijd later, in 1671, werd hij meester in het plaatselijke Sint-Lucasambacht. Een en ander duidt erop dat hij uit Brussel afkomstig was, maar voorzichtigheid blijft geboden.
Hoewel primaire bronnen het niet bevestigen, wordt uit zijn samenwerking met Adriaen Frans Boudewyns afgeleid dat hij rond de jaren 1675-1677 in Parijs werkte. Na die veronderstelde afwezigheid woonde Bout de rest van zijn carrière in Brussel, al maakte hij wellicht reizen naar de Nederlandse Republiek en Italië.
Dankzij archivalische vondsten is er enige zekerheid dat hij stierf in 1689. Een testament van 17 juni spreekt over een ziekte en twee dagen later werd hij begraven. Voorheen werd gedacht dat hij in 1702 of in 1719 was overleden, wat ruimere toeschrijvingen met zich meebracht. 

## Werk
Pieter Bout was een zeer productief kunstenaar die in vele genres werkte. De meeste van zijn werken bevatten een landschapselement en vaak zijn het zichten op steden, dorpen, havens, stranden of rivieren. Zijn werk staat in de traditie van Jan Brueghel de Oude en zijn geestige figuren vertonen gelijkenissen met die van David Teniers de Jonge. De landschappen zijn verwant met die van Brusselse collega's als Adriaen Frans Boudewyns, Lucas Achtschellinck en Jacques d'Arthois, wier schilderijen hij geregeld stoffeerde. Verder schilderde hij italianiserende landschappen in de stijl van Nicolaes Berchem en Pieter Casteels II. Een zachthelder coloriet kenmerkt onder meer zijn vedute en zijn genrestukken, met bijvoorbeeld dorpsfeesten en mensen die zich vermaken op het ijs. 
Bouts tekeningen en etsen zijn qua stijl en onderwerp gelijkaardig aan zijn schilderijen. 